# Alchemy (Dan Smith)
Alchemy is de eerste en enige single van de Britse zanger Dan Smith. Niet veel later zou hij met enkele vrienden de band Bastille opstarten, waardoor dit nummer tevens aan Bastille kan worden toegeschreven. Het nummer verscheen in februari 2009 als single, met op de B-zijde Words Are Words.

## Muziekvideo
Er bestaat een muziekvideo voor dit nummer. Dit duurt 3 minuten en 2 seconden. De hoofdrolspeler is Dan Smith zelf. Hij speelt keyboard in een veranderende kamer. Het keyboard wisselt tussen een echt keyboard en een papieren keyboard, verwijzend naar zijn gestolen keyboard.